# Lista do patrimônio histórico no Rio Grande do Sul
A lista do patrimônio histórico no Paraná reúne itens do patrimônio histórico do estado brasileiro do Rio Grande do Sul, que foram tombados em nível estadual pelo Instituto do Patrimônio Histórico e Artístico do Estado do Rio Grande do Sul (IPHAE) e, em nível nacional tombados pelo IPHAN, no contexto de preservação do patrimônio histórico-cultural brasileiro.
| Imagem | Bem | Data de fundação | Tipo                                                                          | Localização                                   | Coordenadas                  | Tombamento                                                                  | Data tombamento | Referência |
| ------ | --- | ---------------- | ----------------------------------------------------------------------------- | --------------------------------------------- | ---------------------------- | --------------------------------------------------------------------------- | --------------- | ---------- |
|        | Casarão de Madeira na Rua Gustavo Sampaio, 34 ou Casa de Dona Neni                                                                   |                  | edifício                                                                      | Antônio Prado                                 | 28° 51′ 29″ S, 51° 17′ 01″ O | bem tombado pelo IPHAN                                                      |                 |            |
|        | Catedral de São Sebastião |                  | catedral católica                                                             | Bagé                                          | 31° 20′ 13″ S, 54° 06′ 16″ O | bem tombado pelo IPHAN                                                      |                 |            |
|        | Forte de Santa Tecla: fundações |                  | ruína                                                                         | Bagé                                          | 31° 15′ 51″ S, 54° 05′ 16″ O | bem tombado pelo IPHAN                                                      |                 |            |
|        | Antiga Estação Ferroviária de Caxias do Sul                                                                                          |                  | estação ferroviária                                                           | Caxias do Sul                                 | 29° 10′ 19″ S, 51° 11′ 13″ O | bem tombado pelo IPHAN                                                      |                 |            |
|        | Antiga Estação Ferroviária de Devio Rizzo                                                                                            |                  | estação ferroviária                                                           | Caxias do Sul                                 | 29° 11′ 30″ S, 51° 14′ 09″ O | bem tombado pelo IPHAN                                                      |                 |            |
|        | Antiga Estação Ferroviária de Forqueta                                                                                               |                  | estação ferroviária                                                           | Caxias do Sul                                 | 29° 12′ 58″ S, 51° 17′ 01″ O | bem tombado pelo IPHAN                                                      |                 |            |
|        | Caixa d'água da Antiga Estação Ferroviária                                                                                           |                  | edifício                                                                      | Caxias do Sul                                 | 29° 10′ 18″ S, 51° 11′ 12″ O | bem tombado pelo IPHAN                                                      |                 |            |
|        | Casa Ferroviária de Madeira |                  | edifício                                                                      | Caxias do Sul                                 | 29° 10′ 17″ S, 51° 11′ 08″ O | bem tombado pelo IPHAN                                                      |                 |            |
|        | Casa do Administrador da Antiga Estação Ferroviária                                                                                  |                  | edifício                                                                      | Caxias do Sul                                 | 29° 10′ 21″ S, 51° 11′ 15″ O | bem tombado pelo IPHAN                                                      |                 |            |
|        | Casa Ferroviária I |                  | edifício                                                                      | Caxias do Sul                                 | 29° 10′ 21″ S, 51° 11′ 16″ O | bem tombado pelo IPHAN                                                      |                 |            |
|        | Casa Ferroviária II |                  | edifício                                                                      | Caxias do Sul                                 |                              | bem tombado pelo IPHAN                                                      |                 |            |
|        | Casa Ferroviária III |                  | edifício                                                                      | Caxias do Sul                                 |                              | bem tombado pelo IPHAN                                                      |                 |            |
|        | Casa Ferroviária IV |                  | edifício                                                                      | Caxias do Sul                                 |                              | bem tombado pelo IPHAN                                                      |                 |            |
|        | Depósito de Locomotivas da Antiga Estação Ferroviária                                                                                |                  | edifício                                                                      | Caxias do Sul                                 | 29° 10′ 21″ S, 51° 11′ 17″ O | bem tombado pelo IPHAN                                                      |                 |            |
|        | Depósito de Mercadorias da Antiga Estação Ferroviária                                                                                |                  | edifício                                                                      | Caxias do Sul                                 | 29° 10′ 17″ S, 51° 11′ 10″ O | bem tombado pelo IPHAN                                                      |                 |            |
|        | Pátio da Antiga Estação Ferroviária de Forqueta                                                                                      |                  | pátio de manobras                                                             | Caxias do Sul                                 | 29° 12′ 57″ S, 51° 16′ 59″ O | bem tombado pelo IPHAN                                                      |                 |            |
|        | Forte de D. Pedro II de Caçapava |                  | edifício forte                                                                | Caçapava do Sul                               | 30° 30′ 27″ S, 53° 29′ 33″ O | bem tombado pelo IPHAN                                                      |                 |            |
|        | Cais do Porto |                  | conjunto de edifícios                                                         | Centro Histórico de Porto Alegre Porto Alegre | 30° 01′ 39″ S, 51° 13′ 53″ O | bem tombado pelo IPHAN                                                      |                 |            |
|        | Sítio Arqueológico de São João Batista                                                                                               |                  | sítio arqueológico Missões Jesuítas Guarani ruína                             | Entre-Ijuís                                   | 28° 27′ 19″ S, 54° 23′ 54″ O | bem tombado pelo IPHAN                                                      |                 |            |
|        | Casa construída com material missioneiro                                                                                             |                  | casa                                                                          | Entre-Ijuís                                   |                              | bem tombado pelo IPHAN                                                      |                 |            |
|        | Antiga Estação Ferroviária de Erechim                                                                                                |                  | estação ferroviária                                                           | Erechim                                       | 27° 37′ 46″ S, 52° 16′ 29″ O | bem tombado pelo IPHAN                                                      |                 |            |
|        | Conjunto histórico da Vila de Santo Amaro, contendo quatorze edificações.                                                            |                  | conjunto de edifícios                                                         | General Câmara                                | 29° 56′ 15″ S, 51° 53′ 51″ O | bem tombado pelo IPHAN                                                      |                 |            |
|        | Antiga Estação Ferroviária de Bazílio                                                                                                |                  | estação ferroviária                                                           | Herval                                        | 31° 52′ 29″ S, 53° 01′ 21″ O | bem tombado pelo IPHAN                                                      |                 |            |
|        | Armazém da Antiga Estação Ferroviária                                                                                                |                  | edifício                                                                      | Herval                                        | 31° 52′ 29″ S, 53° 01′ 21″ O | bem tombado pelo IPHAN                                                      |                 |            |
|        | Ponte do Imperador |                  | infraestrutura                                                                | Ivoti                                         | 29° 34′ 59″ S, 51° 09′ 30″ O | bem tombado pelo IPHAN                                                      |                 |            |
|        | Antiga Estação Ferroviária |                  | estação ferroviária                                                           | Jaguari                                       | 29° 30′ 11″ S, 54° 41′ 30″ O | bem tombado pelo IPHAN                                                      |                 |            |
|        | Armazém de Cargas da Antiga Estação Ferroviária                                                                                      |                  | edifício                                                                      | Jaguari                                       | 29° 30′ 10″ S, 54° 41′ 32″ O | bem tombado pelo IPHAN                                                      |                 |            |
|        | Ponte Internacional Barão de Mauá |                  | ponte rodoviária ponte ferroviária ponte internacional ponte rodo-ferroviária | Jaguarão                                      | 32° 34′ 14″ S, 53° 22′ 41″ O | bem tombado pelo IPHAN                                                      |                 |            |
|        | Conjunto Histórico e Paisagístico de Jaguarão                                                                                        |                  | conjunto urbano                                                               | Jaguarão                                      | 32° 33′ 41″ S, 53° 22′ 49″ O | bem tombado pelo IPHAN                                                      |                 |            |
|        | Museu Comunitário Casa Schmitt-Presser                                                                                               |                  | museu                                                                         | Novo Hamburgo                                 | 29° 40′ 25″ S, 51° 06′ 34″ O | Património de Influência Portuguesa (base de dados) bem tombado pelo IPHAN  |                 |            |
|        | Casa Presser |                  | edifício                                                                      | Novo Hamburgo                                 | 29° 40′ 25″ S, 51° 06′ 35″ O | bem tombado pelo IPHAN                                                      |                 |            |
|        | Igreja Três Reis Magos |                  | edifício                                                                      | Novo Hamburgo                                 | 29° 40′ 28″ S, 51° 06′ 43″ O | bem tombado pelo IPHAN                                                      |                 |            |
|        | Igreja de Nossa Senhora da Piedade                                                                                                   |                  | edifício                                                                      | Novo Hamburgo                                 | 29° 40′ 38″ S, 51° 06′ 44″ O | bem tombado pelo IPHAN                                                      |                 |            |
|        | Teatro Sete de Abril |                  | teatro edifício                                                               | Pelotas                                       | 31° 46′ 08″ S, 52° 20′ 28″ O | bem tombado pelo IPHAN                                                      |                 |            |
|        | Obelisco Republicano |                  | Ben móvil                                                                     | Pelotas                                       | 31° 45′ 02″ S, 52° 17′ 55″ O | bem tombado pelo IPHAN                                                      |                 |            |
|        | Praça Coronel 2, 6 e 8 Pedro Osório                                                                                                  |                  | casa conjunto de edifícios                                                    | Pelotas                                       | 31° 46′ 14″ S, 52° 20′ 25″ O | bem tombado pelo IPHAN                                                      |                 |            |
|        | Caixa D'Água localizada na Praça Piratinino de Almeida, antigo Largo da Caridade                                                     |                  | infraestrutura                                                                | Pelotas                                       | 31° 45′ 56″ S, 52° 20′ 44″ O | bem tombado pelo IPHAN                                                      |                 |            |
|        | Antiga Estação Ferroviária de Pelotas                                                                                                |                  | estação ferroviária                                                           | Pelotas                                       | 31° 46′ 15″ S, 52° 21′ 06″ O | bem tombado pelo IPHAN                                                      |                 |            |
|        | Sanitário na Praça Rio Branco |                  | edifício                                                                      | Pelotas                                       |                              | bem tombado pelo IPHAN                                                      |                 |            |
|        | Museu Histórico Farroupilha |                  | museu edifício                                                                | Piratini                                      | 31° 26′ 52″ S, 53° 05′ 52″ O | bem tombado pelo IPHAN                                                      |                 |            |
|        | Casa de Garibaldi |                  | edifício                                                                      | Piratini                                      | 31° 26′ 55″ S, 53° 06′ 19″ O | bem tombado pelo IPHAN                                                      |                 |            |
|        | Palácio Farroupilha |                  | palácio                                                                       | Piratini                                      | 31° 26′ 50″ S, 53° 06′ 10″ O | bem tombado pelo IPHAN                                                      |                 |            |
|        | Museu Júlio de Castilhos |                  | museu património histórico                                                    | Porto Alegre                                  | 30° 02′ 01″ S, 51° 13′ 45″ O | bem tombado pelo IPHAE bem tombado pelo IPHAN                               |                 |            |
|        | Faculdade de Direito da Universidade Federal do Rio Grande do Sul                                                                    |                  | estrutura arquitetónica                                                       | Porto Alegre                                  | 30° 01′ 57″ S, 51° 13′ 21″ O | bem tombado pelo IPHAN                                                      |                 |            |
|        | Igreja Nossa Senhora das Dores |                  | igreja                                                                        | Porto Alegre                                  | 30° 01′ 57″ S, 51° 14′ 08″ O | bem tombado pelo IPHAN                                                      |                 |            |
|        | Memorial do Rio Grande do Sul |                  | museu                                                                         | Porto Alegre                                  | 30° 01′ 45″ S, 51° 13′ 49″ O | bem tombado pelo IPHAN                                                      |                 |            |
|        | Palacete Argentina |                  | mansão edifício                                                               | Porto Alegre                                  | 30° 01′ 46″ S, 51° 12′ 45″ O | bem tombado pelo IPHAN                                                      |                 |            |
|        | Praça Marechal Deodoro |                  | praça                                                                         | Porto Alegre                                  | 30° 01′ 58″ S, 51° 13′ 49″ O | bem tombado pelo IPHAN                                                      |                 |            |
|        | Solar dos Câmara |                  | palácio                                                                       | Porto Alegre                                  | 30° 01′ 59″ S, 51° 13′ 54″ O | bem tombado pelo IPHAN                                                      |                 |            |
|        | Coleção do Museu Júlio de Castilhos                                                                                                  |                  | acervo coleção                                                                | Porto Alegre                                  | 30° 02′ 01″ S, 51° 13′ 45″ O | bem tombado pelo IPHAN                                                      |                 |            |
|        | Correios Porto Alegre |                  | edifício                                                                      | Porto Alegre                                  | 30° 01′ 44″ S, 51° 13′ 52″ O | bem tombado pelo IPHAN                                                      |                 |            |
|        | Casa à rua Duque de Caxias, nº 968, que pertenceu aos Viscondes de Pelotas e de São Leopoldo ou Solar dos Câmara                     |                  | edifício                                                                      | Porto Alegre                                  | 30° 02′ 00″ S, 51° 13′ 54″ O | bem tombado pelo IPHAN                                                      |                 |            |
|        | Prédio onde funciona os Correios e Telégrafos, na Praça Barão do Rio Branco                                                          |                  | edifício                                                                      | Porto Alegre                                  | 30° 01′ 50″ S, 51° 13′ 55″ O | bem tombado pelo IPHAN                                                      |                 |            |
|        | Cais do Porto: pórtico central e armazéns                                                                                            |                  | edifício                                                                      | Porto Alegre                                  | 30° 01′ 41″ S, 51° 13′ 56″ O | bem tombado pelo IPHAN                                                      |                 |            |
|        | Prédio da Faculdade de Direito, situados no Campus do Centro da Universidade Federal do Rio Grande do Sul                            |                  | conjunto de edifícios património cultural                                     | Porto Alegre                                  | 30° 01′ 56″ S, 51° 13′ 18″ O | bem tombado pelo IPHAN                                                      |                 |            |
|        | Conjunto Urbano-Paisagístico voltado para a Praça da Alfândega e Conjunto Histórico nas imediações da Praça da Matriz                |                  | conjunto urbano                                                               | Porto Alegre                                  | 30° 02′ 00″ S, 51° 13′ 49″ O | bem tombado pelo IPHAN                                                      |                 |            |
|        | Observatório Astronômico da Universidade Federal do Rio Grande do Sul                                                                |                  | observatório património histórico                                             | Porto Alegre                                  | 30° 01′ 56″ S, 51° 13′ 19″ O | bem tombado pelo IPHAN                                                      |                 |            |
|        | Catedral de São Pedro |                  | catedral católica                                                             | Rio Grande                                    | 32° 01′ 53″ S, 52° 05′ 51″ O | bem tombado pelo IPHAN Património de Influência Portuguesa (base de dados)  |                 |            |
|        | Capela da Ordem Terceira de São Francisco                                                                                            |                  | capela                                                                        | Rio Grande                                    | 32° 01′ 53″ S, 52° 05′ 51″ O | bem tombado pelo IPHAN Património de Influência Portuguesa (base de dados)  |                 |            |
|        | Casa à rua Marechal Floriano, onde funciona a Alfândega                                                                              |                  | edifício                                                                      | Rio Grande                                    | 32° 01′ 52″ S, 52° 05′ 41″ O | bem tombado pelo IPHAN                                                      |                 |            |
|        | Canoa de Pranchão, de nome Tradição                                                                                                  |                  | Ben móvil                                                                     | Rio Grande                                    | 32° 01′ 49″ S, 52° 05′ 29″ O | bem tombado pelo IPHAN                                                      |                 |            |
|        | Calçamento de Pedra, antigo, da rua da Ladeira, abrangendo o trecho situado entre a esquina da rua Andrade Neves e a praça da Matriz |                  | infraestrutura                                                                | Rio Pardo                                     | 29° 59′ 11″ S, 52° 22′ 50″ O | bem tombado pelo IPHAN                                                      |                 |            |
|        | Antiga Estação Ferroviária de Rio Pardo                                                                                              |                  | estação ferroviária                                                           | Rio Pardo                                     | 29° 58′ 47″ S, 52° 23′ 02″ O | bem tombado pelo IPHAN                                                      |                 |            |
|        | Armazém da Antiga Estação Ferroviária                                                                                                |                  | edifício                                                                      | Rio Pardo                                     | 29° 58′ 48″ S, 52° 23′ 03″ O | bem tombado pelo IPHAN                                                      |                 |            |
|        | Caixa d'água da Antiga Estação Ferroviária                                                                                           |                  | edifício                                                                      | Rio Pardo                                     | 29° 58′ 45″ S, 52° 23′ 00″ O | bem tombado pelo IPHAN                                                      |                 |            |
|        | Sanitário da Antiga Estação Ferroviária                                                                                              |                  | edifício                                                                      | Rio Pardo                                     | 29° 58′ 47″ S, 52° 23′ 02″ O | bem tombado pelo IPHAN                                                      |                 |            |
|        | Museu da União dos Caixeiros Viajantes: acervo                                                                                       |                  | coleção                                                                       | Santa Maria                                   | 29° 41′ 13″ S, 53° 48′ 25″ O | bem tombado pelo IPHAN                                                      |                 |            |
|        | Antiga Estação Ferroviária de Santa Maria                                                                                            |                  | edifício                                                                      | Santa Maria                                   | 29° 40′ 40″ S, 53° 48′ 30″ O | bem tombado pela Prefeitura Municipal de Santa Maria bem tombado pelo IPHAN |                 |            |
|        | Antiga Sede da Associação dos Empregados da Viação Férrea                                                                            |                  | edifício                                                                      | Santa Maria                                   | 29° 40′ 42″ S, 53° 48′ 27″ O | bem tombado pelo IPHAN                                                      |                 |            |
|        | Edifício do Centro de Formação Profissional                                                                                          |                  | edifício                                                                      | Santa Maria                                   |                              | bem tombado pelo IPHAN                                                      |                 |            |
|        | Núcleo urbano de Santa Tereza |                  | conjunto urbano                                                               | Santa Tereza                                  | 29° 10′ 11″ S, 51° 44′ 09″ O | bem tombado pelo IPHAN                                                      |                 |            |
|        | Casa à Rua Vinte e quatro de maio, 1094, Casa de Davi Canabarro                                                                      |                  | edifício                                                                      | Santana do Livramento                         | 30° 53′ 05″ S, 55° 32′ 09″ O | bem tombado pelo IPHAN                                                      |                 |            |
|        | Sobrado na Praça Dr. Fernando Abott, que em 1845 hospedou D. Pedro II                                                                |                  | edifício                                                                      | São Gabriel                                   | 30° 20′ 26″ S, 54° 18′ 57″ O | bem tombado pelo IPHAN                                                      |                 |            |
|        | Sítio Arqueológico de São Lourenço Mártir                                                                                            |                  | sítio arqueológico Missões Jesuítas Guarani ruína                             | São Luiz Gonzaga                              | 28° 27′ 44″ S, 54° 42′ 35″ O | bem tombado pelo IPHAN                                                      |                 |            |
|        | Dez (10) ou treze (13) Imagens Missioneiras, de Madeira, na Igreja Matriz de São Luiz Gonzaga                                        |                  | Ben móvil                                                                     | São Luiz Gonzaga                              | 28° 24′ 30″ S, 54° 57′ 40″ O | bem tombado pelo IPHAN                                                      |                 |            |
|        | Sítio Arqueológico de São Miguel Arcanjo                                                                                             |                  | ruína sítio arqueológico                                                      | São Miguel das Missões                        | 28° 32′ 57″ S, 54° 33′ 21″ O | parte do Património Mundial bem tombado pelo IPHAN                          |                 |            |
|        | Sítio Arqueológico de São Nicolau |                  | ruína sítio arqueológico                                                      | São Nicolau                                   | 28° 11′ 05″ S, 55° 15′ 41″ O | bem tombado pelo IPHAN                                                      |                 |            |
|        | Coleção do Museu de Armas General Osório                                                                                             |                  | coleção                                                                       | Tramandaí                                     | 29° 59′ 08″ S, 50° 13′ 12″ O | bem tombado pelo IPHAN                                                      |                 |            |
|        | Casa natal de Bento Gonçalves |                  | edifício histórico casa natal património histórico                            | Triunfo                                       | 29° 56′ 41″ S, 51° 43′ 18″ O | bem tombado pelo IPHAN                                                      |                 |            |
|        | Igreja Matriz de Nossa Senhora da Conceição em Viamão                                                                                |                  | igreja edifício                                                               | Viamão                                        | 30° 04′ 56″ S, 51° 01′ 26″ O | Património de Influência Portuguesa (base de dados) bem tombado pelo IPHAN  |                 |            |

∑ 80 items.